# شین اوکانر
شین اوکانر (انگلیسی: Shane O'Connor؛ زادهٔ ۱۴ آوریل ۱۹۹۰) بازیکن فوتبال اهل جمهوری ایرلند است.
از باشگاه‌هایی که در آن بازی کرده‌است می‌توان به باشگاه فوتبال ایپسویچ تاون، باشگاه فوتبال پورت ویل، باشگاه فوتبال لیورپول، باشگاه فوتبال کورک سیتی، و باشگاه فوتبال شامروک روورز اشاره کرد.
وی همچنین در تیم‌های ملی فوتبال زیر ۱۷، ۱۹ و ۲۱ سال جمهوری ایرلند بازی کرده‌است.